# Cypryjscy posłowie do Parlamentu Europejskiego 2014–2019
Cypryjscy posłowie VIII kadencji do Parlamentu Europejskiego zostali wybrani w wyborach przeprowadzonych 25 maja 2014.

## Lista posłów
Wybrani z listy Zgromadzenia Demokratycznego
- Lefteris Christoforu, poseł do PE od 3 listopada 2014
- Eleni Teocharus

Wybrani z listy Postępowej Partii Ludzi Pracy
- Takis Chadzijeorjiu
- Neoklis Silikiotis

Wybrany z listy Partii Demokratycznej
- Kostas Mawridis

Wybrany z listy Ruchu na rzecz Socjaldemokracji
- Dimitris Papadakis

Byli posłowie VIII kadencji do PE
- Christos Stilianidis (z listy Zgromadzenia Demokratycznego), do 31 października 2014